# Geox-TMC
Geox-TMC was een Spaanse wielerploeg actief in de jaren 2004 tot 2011. De Italiaanse schoenenfabrikant Geox werd in 2010 aangekondigd als laatste sponsor en als opvolger van de ploegen Saunier Duval-Scott [uitspraak: 'soːnjeː dy'vɑl] en Footon-Servetto-Fuji.

## Geschiedenis

### Jaren-Saunier Duval
In 2003 was Saunier Duval cosponsor van de Italiaanse wielerploeg Vini Caldirola.
Saunier Duval werd als zelfstandige ploeg in 2004 opgericht, en reed toen nog met een Zwitserse licentie. De ploeg werd gesponsord door het bedrijf Saunier Duval, dat verwarmingsketels maakt, met oorspronkelijk Prodir, een fabrikant van pennen, als cosponsor.
Tijdens zijn eerste seizoen won het met Leonardo Piepoli en Constantino Zaballa twee etappes in de Ronde van Spanje, terwijl Miguel Ángel Martín Perdiguero de Clásica San Sebastián op zijn naam schreef.
De oude Andrea Tafi sloot bij Saunier Duval zijn loopbaan af in 2005 in Parijs-Roubaix. Renners die bij Saunier reden waren onder meer Riccardo Riccò en Leonardo Piepoli.
Begin 2008 nam fietsenfabrikant Scott het over als cosponsor.

### Tour 2008 en einde sponsoring Saunier Duval
In de Ronde van Frankrijk van 2008 was Saunier Duval erg sterk in de eerste Tourweek. Tot aan de eerste rustdag werden er drie zeges geboekt. Erg opmerkelijk waren de twee overwinningen van Riccardo Riccò. De Italiaan zou in eerste instantie niet starten in de Tour. Volgens eigen zeggen was Riccò bezig aan een strandvakantie in de twee weken voor de start. Eenmaal aanwezig in de Tour won Riccò de zesde en negende etappe. In de laatstgenoemde rit reed de Italiaan met veel machtsvertoon alleen weg uit de kopgroep op de Col d'Aspin. In de tiende etappe, naar Hautacam, was het opnieuw Saunier Duval dat met de ritzege aan de haal ging: Piepoli en Cobo eindigden als eerst en tweede in de rituitslag.
Op donderdag 17 juli 2008 werd Ricardo Riccò uit de rennersbus gehaald omdat hij meermaals positief testte tijdens de dopingcontroles. Dit gebeurde net voor de start van de twaalfde etappe van Lavelanet naar Narbonne. Riccò verklaarde eerder dat hij bij de UCI, de Internationale Wielerunie, een medisch attest heeft voor een natuurlijk hoge hematocrietwaarde van 51. "Ik maak me geen zorgen, want ik heb niks fout gedaan," luidde de verdediging van Riccò nadat hij genoemd werd als een van de renners met opvallende bloedwaarden. Hij werd op vrijdag 18 juli, samen met Leonardo Piepoli, ontslagen. Als gevolg van het uit koers nemen van Ricardo Riccò verliet het volledige team van Saunier Duval de wedstrijd.
Na de onrustige Tour 2008 stopte Saunier Duval als sponsor. Scott besliste daarop het seizoen af te maken als hoofdsponsor en American Beef werd cosponsor.

### Footon-Servetto-Fuji
In 2009 werd de ploeg met nieuwe sponsors omgedoopt tot Fuji-Servetto. Tot de nieuwe aanwinsten behoorden de Zweedse mountainbiker Fredrik Kessiakoff en Daniele Nardello. Deze laatste maakte halverwege het voorjaar bekend te stoppen met fietsen. In dezelfde periode voegde zijn landgenoot Paolo Bailetti zich bij het team, dat daarmee 24 renners heeft.
Als gevolg van de dopingperikelen omtrent de ploeg in 2008 mocht het team niet starten in de Tour van 2009.
In 2010 krijgt het team de naam Footon-Servetto-Fuji en mag wel weer deelnemen aan de Ronde van Frankrijk, echter zonder enig succes.

### Geox-TMC
Vanaf seizoen 2011 gaat de ploeg verder onder de naam Team Geox-TMC. De nieuwe ploeg heeft onder andere Denis Mensjov en Mauricio Ardila van Rabobank overgenomen. En verder werd ook oud-Tour de France winnaar Carlos Sastre aangetrokken. Ondanks de nieuwe aanwinsten kreeg Geox geen licentie voor het hoogste niveau, de UCI World Tour (opvolger van de UCI ProTour) en moet het dus genoegen nemen met een plaats in de Pro-continentale circuits. Geox-TMC heeft redelijk veel wildcards gekregen voor wedstrijden uit de UCI World Tour, waaronder de Ronde van Italië en de Ronde van Spanje. Voor de Ronde van Frankrijk kreeg het team geen wildcard. Ondanks de grote namen in team heeft Geox-TMC weinig overwinningen binnengehaald. Het matige seizoen werd in het najaar echter geheel goedgemaakt met het winnen van de Ronde van Spanje door Juan José Cobo.
Op 20 oktober 2011 werd bekendgemaakt dat ploegmanager Gianetti opnieuw op zoek zal moeten naar een nieuwe hoofdsponsor, dit omdat Geox de sponsoring van een wielerploeg niet meer vond passen in de strategie van het bedrijf. Op 21 december 2011 werd uiteindelijk bekendgemaakt dat de zoektocht naar een nieuwe sponsor niet gelukt is en dat de ploeg dus zal stoppen.

## Grote rondes
| Jaar | Ronde van Italië                                       | Ronde van Italië                                                          | Ronde van Frankrijk                      | Ronde van Frankrijk                          | Ronde van Spanje                               | Ronde van Spanje                            |
| Jaar | hoogste klassering                                     | etappewinst                                                               | hoogste klassering                       | etappewinst                                  | hoogste klassering                             | etappewinst                                 |
| ---- | ------------------------------------------------------ | ------------------------------------------------------------------------- | ---------------------------------------- | -------------------------------------------- | ---------------------------------------------- | ------------------------------------------- |
| 2004 | 16e Rubén Lobato                                       |                                                                           | geen deelname                            | geen deelname                                | 27e Leonardo Piepoli                           | 9e Leonardo Piepoli 19e Constantino Zaballa |
| 2005 | 5e Juan Manuel Gárate                                  |                                                                           | 23e Leonardo Piepoli                     |                                              | 29e Íñigo Cuesta Joaquim Rodríguez             |                                             |
| 2006 | 3e Gilberto Simoni                                     | 13e en 17e Leonardo Piepoli                                               | 41e Christophe Rinero David de la Fuente |                                              | 5e José Ángel Gómez Marchante                  | 3e Francisco Ventoso 14e David Millar       |
| 2007 | 4e Gilberto Simoni 14e Riccardo Riccò Leonardo Piepoli | 10e Leonardo Piepoli 15e Riccardo Riccò 17e Gilberto Simoni 19e Iban Mayo | 16e Iban Mayo                            |                                              | 34e Iker Camaño                                | 9e Leonardo Piepoli                         |
| 2008 | 2e Riccardo Riccò                                      | 2e en 8e Riccardo Riccò                                                   | voltallige ploeg teruggetrokken          | 6e en 9e Riccardo Riccò 10e Leonardo Piepoli | geen deelname                                  | geen deelname                               |
| 2009 | 39e Iker Camaño                                        |                                                                           | geen deelname                            | geen deelname                                | 10e Juan José Cobo                             | 19e Juan José Cobo                          |
| 2010 | 22e Iban Mayoz                                         |                                                                           | 53e Rafael Valls                         |                                              | 73e Alberto Benitez                            |                                             |
| 2011 | 8e Denis Mensjov                                       |                                                                           | geen deelname                            | geen deelname                                | Juan José Cobo 5e Denis Mensjov Juan José Cobo | 15e Juan José Cobo                          |